# Julie Caplin
Julie Caplin ist der deutsche Schriftstellername einer englischen Schriftstellerin von Kurzgeschichten, Liebesromanen und historischen Romanen. Sie schreibt auch unter ihrem Namen Jules Wake.

## Leben und Werk
Julie Caplin studierte Englisch an der University of East Anglia. Ihren ersten Roman, „Talk to me“, schrieb sie, nachdem sie an einem sechswöchigen Kurs für Kreatives Schreiben teilgenommen hatte. Er wurde im Jahre 2013 unter dem Schriftstellernamen Jules Wake veröffentlicht.
Sie arbeitete als PR-Agentin, und in der Schulverwaltung, bis sie im Januar 2019 beschloss, sich ganz auf das Schreiben ihrer Romane zu konzentrieren.
Sie hat zwei Kinder und lebt mit ihrem Mann Nick Wake in Tring in den Chiltern Hills in Südengland.
Caplin ist der Geburtsname der Autorin. In Tschechien werden ihre Bücher unter dem Namen Julie Caplinová veröffentlicht.

## Rezeption
Der Roman „Das kleine Café in Kopenhagen“ wurde 2019 bei den Romantic Novel Awards der britischen Romantic Novelists’ Association für die Kategorie The Goldsboro Books Contemporary Romantic Novel Award nominiert.
Alle bisher auf Deutsch erschienenen Romane der Romantic-Escapes-Reihe (Band 1–10) waren Spiegel-Bestseller in der Kategorie Taschenbuch Belletristik.

## Werke (Auswahl)
Auf Deutsch erschienene Romane
Romantic-Escapes-Reihe
Die Romane der Romantic-Escapes-Reihe spielen jeweils in verschiedenen Ländern. Alle haben unterschiedliche Protagonistinnen, die zum Teil in vorherigen Romanen auftraten. Das Thema Food Porn spielt in allen Romanen der Reihe eine große Rolle.
- 1 Das kleine Café in Kopenhagen. Übersetzt von Christiane Steen. Rowohlt Taschenbuch Verlag, Hamburg 2018, ISBN 978-3-499-27553-1.
- 2 Die kleine Bäckerei in Brooklyn. Übersetzt von Barbara Ostrop. Rowohlt Taschenbuch Verlag, Hamburg 2019, ISBN 978-3-499-27552-4.
- 3 Die kleine Patisserie in Paris. Übersetzt von Christiane Steen. Rowohlt Taschenbuch Verlag, Hamburg 2019, ISBN 978-3-499-27554-8.
- 4 Das kleine Hotel auf Island. Übersetzt von Christiane Steen. Rowohlt Taschenbuch Verlag, Hamburg 2020, ISBN 978-3-499-00313-4.
- 5 Der kleine Teeladen in Tokyo. Übersetzt von Christiane Steen. Rowohlt Taschenbuch Verlag, Hamburg 2021, ISBN 978-3-499-00629-6.
- 6 Das kleine Chalet in der Schweiz. Übersetzt von Christiane Steen. Rowohlt Taschenbuch Verlag, Hamburg 2021, ISBN 978-3-499-00631-9.
- 7 Das kleine Cottage in Irland. Übersetzt von Christiane Steen. Rowohlt Taschenbuch Verlag, Hamburg 2022, ISBN 978-3-499-00871-9.
- 8 Die kleine Bucht in Kroatien. Übersetzt von Christiane Steen. Rowohlt Taschenbuch Verlag, Hamburg 2023, ISBN 978-3-499-01180-1.
- 9 Das kleine Schloss in Schottland. Übersetzt von Christiane Steen. Rowohlt Taschenbuch Verlag, Hamburg 2023, ISBN 978-3-499-00977-8.
- 10 Das kleine Weingut in Frankreich. Übersetzt von Christiane Steen. Rowohlt Taschenbuch Verlag, Hamburg 2024, ISBN 978-3-499-01457-4.
- 11 Die kleine Villa in Italien. Übersetzt von Christiane Steen. Rowohlt Taschenbuch Verlag, Hamburg 2025, ISBN 978-3-499-01458-1.
- 12 Das kleine Zuhause in Prag. Übersetzt von Christiane Steen. Rowohlt Taschenbuch Verlag, Hamburg 2025, ISBN 978-3-499-01726-1.

Auf Deutsch veröffentlicht unter dem Schriftstellernamen Jules Wake
- Covent Garden im Schnee. Übersetzt von Hannah Brosch. Droemer Knaur, 2019, ISBN 978-3-426-45436-7.
- Notting Hill im Schnee. Übersetzt von Bettina Ain. Knaur Taschenbuch, 2021, ISBN 978-3-426-52701-6.